# Budějovický Budvar
Browar Budziejowicki Budvar (cz. Budějovický Budvar n. p., niem. Budweiser Budvar) – państwowy browar, znajdujący się w Czeskich Budziejowicach, jeden z najbardziej znanych w kraju (obok browaru w Pilźnie).

## Historia
Został założony (pod nazwą Český akciový pivovar) w 1895 roku przez czeskich mieszkańców miasta (m.in. piwowarzy August Zátka i František Hromada), jako konkurencja dla browaru Budweiser Bürgerbräu, uruchomionego przez miejscowych czeskich Niemców wiek wcześniej. Budweiser Bürgerbräu produkował piwo typu bawarskiego, natomiast nowy browar zaczął wytwarzać cieszące się coraz większą popularnością pilsnery. Do końca 1896 roku wyprodukował ponad 51 tys. hektolitrów piwa. Szybko zaczął eksportować swoje produkty do krajów europejskich i do Stanów Zjednoczonych, otrzymując liczne nagrody (m.in. w 1896 w Pradze, a w 1897 roku w Stuttgarcie), lecz rozwój spowolnił wybuch wojny światowej. W okresie międzywojennym przeszedł modernizację (wykopano m.in. studnię artezyjską) i elektryfikację. Zarejestrowano wówczas nazwy Český budějovický granát, Budweiser bier, Budbräu oraz Budvar. W 1936 roku zmieniono oficjalną nazwę na Budvar – Český akciový pivovar České Budějovice.
Po 1945 browar upaństwowiono i włączono do przedsiębiorstwa Jihočeské pivovary, a możliwość rozwoju i eksportu poza blok wschodni była niewielka. W 1967 roku z molocha Jihočeské pivovary wyodrębniono osobną jednostkę Budějovický Budvar, n. p., który miał kontynuować tradycję przedwojennego zakładu. Od upadku komunizmu budziejowickie piwo ponownie jest silnie obecne poza granicami Czech i wielokrotnie nagradzane. W 2004 na rynek wprowadzono piwo ciemne, a w 2007 roku nową markę Pardál (początkowo tylko w południowych Czechach, później w całym kraju). Od 2007 browar jest wyłączonym importerem Carlsberga na Republikę Czeską. W 2009 roku browar wyprodukował 1 250 000 hektolitrów piwa. W lutym tego samego roku czeski Budweiser przeprowadził pierwszą w swojej historii polską kampanią reklamową „České Pivo, Česká Cena”.
Budziejowicki browar prowadzi również własne lokale gastronomiczne – pijalnię piwa Budvarka oraz restaurację Masné krámy, znajdującą się w pobliżu budziejowickiego rynku, w budynku dawnego targu mięsnego z 1554.

## Produkty

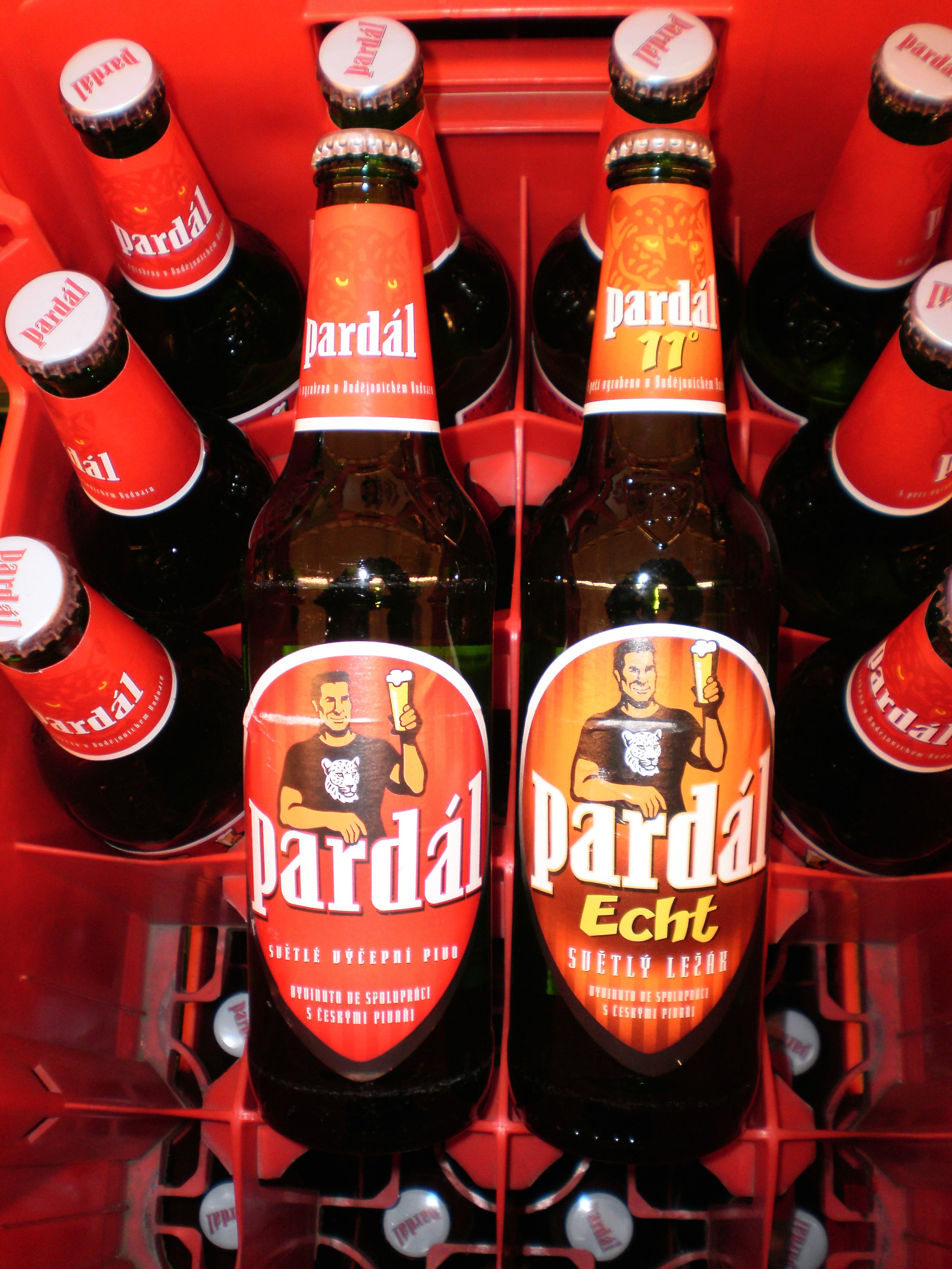
Piwa marki Pardál

Obecnie browar produkuje następujące marki:
- Budějovický Budvar (4,0% alk., ekstrakt 10%) světlé výčepní pivo[3] – jasne lekkie
- Budějovický Budvar Cvikl – niefiltrowana jasna 10°
- Budvar Redix (4,0% alk., ekstrakt 10%) słódy: czeski jasny, Red X, chmiel: Polaris (4x chmielone)
- Budvar 33 – lager o zawartości alkoholu 4,6%, ekstraktu 11,3% i IBU 33
- Budweiser Budvar (5,0% alk., ekstrakt 11,99%) světlý ležák[3] – jasne pełne
- Budweiser Budvar kroužkovaný ležák (5,0% alk., ekstrakt 11,99%) – pełny drożdżowy lager z dodatkiem nowej żywej kultury drożdży
- Budweiser Budvar (4,7% alk.) tmavý ležák – ciemne pełne
- Budweiser Budvar (0,5% alk.) nealkoholické pivo – bezalkoholowe
- Bud Super Strong (7,6% alk., ekstrakt 16,5%) speciální pivo – specjalne, mocne
- Pardál (3,8% alk.) světlé výčepní pivo – jasne lekkie
- Pardál Echt (4,5% alk.) světlý ležák – jasne pełne
- Carlsberg (5,0% alk.) světlý ležák – jasne pełne

## Nazwa
Nazwa piwa Budweiser pochodzi od niemieckiej wersji nazwy Budziejowice (Budweis) i jest używana również przez amerykańską firmę Anheuser-Busch, produkującą jęczmienno-ryżowe piwa. Spór o nazwę sięga XIX wieku – kiedy w 1875 roku budziejowicki Budweiser Bürgerbräu rozpoczął do Stanów Zjednoczonych eksport swoich produktów, które szybko zyskały tam uznanie. W 1878 marka Budweiser została tam zarejestrowana przez Carla Conrada, przedsiębiorcę z St. Louis, który wraz ze swoim przyjacielem, Adolfem Buschem (Niemcem z pochodzenia) zaczął produkcję piwa „typu czeskiego” (jako firma Anheuser-Busch). Budziejowickie browary argumentowały, że nazwa Budweiser nie jest nazwą własną i może odnosić się tylko do piwa produkowanego w tym mieście. Pierwszy prawny proces o prawo do marki rozpoczął się już na początku XX wieku i zakończył się ograniczeniem dystrybucji amerykańskiego Budweisera na rynku europejskim i zmianą nazwy. Konflikt toczył się nadal i dwie wojny światowe oraz okres komunistyczny nie doprowadziły do ostatecznego rozwiązania tej sprawy.
Istniejące spory prawne powodują, że współcześnie w niektórych państwach oba piwa przyjmują inne nazwy: czeski Budvar bywa sprzedawany jako Czechvar natomiast amerykański Budweiser – jako Bud lub Anheuser-Busch B. W 1996 r. Amerykanie wystąpili również do Unii Europejskiej o rejestrację nazwy tego piwa jako zastrzeżonego znaku towarowego, ale Budějovický Budvar złożył sprzeciw. Unijny Urząd ds. Harmonizacji Rynku Wewnętrznego odrzucił więc prośbę Anheusera-Buscha. Amerykański browar odwołał się następnie do europejskiego sądu powszechnego, który w marcu 2009 r. podtrzymał decyzję unijnego urzędu. W 2010 roku Trybunał Europejski w Luksemburgu ponownie potwierdził prawa czeskiego browaru do marki Budweiser. Oznacza to, że Amerykanie nie będą mogli zastrzec marki w całej Unii Europejskiej, mogą tego natomiast dokonać w poszczególnych krajach, w których Czesi nie zarejestrowali swojego znaku. Obecnie czeski browar ma zarejestrowaną markę w 19 krajach Europy, natomiast ogólnie posiada 308 zarejestrowanych marek w 101 krajach.
W 2011 r. Amerykanie kupili lokalnego rywala – Browar Mieszczański. Chcą dzięki temu zyskać prawo do używania nazwy Budweiser, jako nazwy własnej dla piwa, produkowanego tylko w tym mieście.